# Bili II (évêque)
Pour les articles homonymes, voir Bili.
Bili II ou Bille ou Bily (en latin : Bilius), né vers 840 à proximité de Redon et décédé à Plaudren entre 915 et 919, est un évêque de Vannes d'environ 891 à environ 908. Il est auteur de La vie de Saint-Malo. Considéré comme martyr, il est fêté en tant que saint le 23 juin par l'Église catholique.   

## Biographie

### Diacre de l'évêché d'Aleth
Bili est né dans les années 840 dans une famille qui réside près de Redon. Il est ordonné diacre à Aleth puis en nommé secrétaire de l'évêque Rethwalatr, en siège de 846 à 868. Des documents conservés aux archives ainsi que dans le cartulaire de Redon mentionnent plusieurs personnes nobles portant le même nom que Bili, probablement des parents.

### Auteur de la vie de Saint-Malo
En tant que diacre, il est chargé de différentes missions par l'évêque. La première consiste à réécrire la vie du fondateur de l'évêché d'Aleth, saint Maclou (saint Malo), le document primitif ayant disparu dans l'incendie de la ville et des archives de l'évêché, à la suite des révoltes paysannes en 811. Il rédige ce texte à partir des bribes conservées ainsi que des récits oraux, plus ou moins légendaires. L'ouvrage intitulé Vita Sancti Machuti (Vie de Machutus) paraît vers 867 environ, au moment du décès de l'évêque et de l'arrivée de son successeur, Ratwili.

### Rapatriement des reliques à Aleth
Sa seconde mission consiste à rapatrier à Aleth les reliques de Saint-Maclou car celui-ci est mort en exil à Saintonge. Cette opération est décidée par Nominoë dès 840, mais elle est reportée en raison de l'occupation des rives de la Vilaine par les Normands. Après la victoire de Questembert en 879, Bili part avec une équipe à ses côtés, et avec le soutien du comte Alain Ier de Bretagne (Alain le Grand) qui était en bonne entente avec Rome étant donné qu'il avait accordé 10 % du butin  acquis à la bataille de Questembert, à la Cour de Rome. Ils parviennent à ramener les reliques vers 880, ce qui contribue à la renommée de Bili.

### Evêque de Vannes

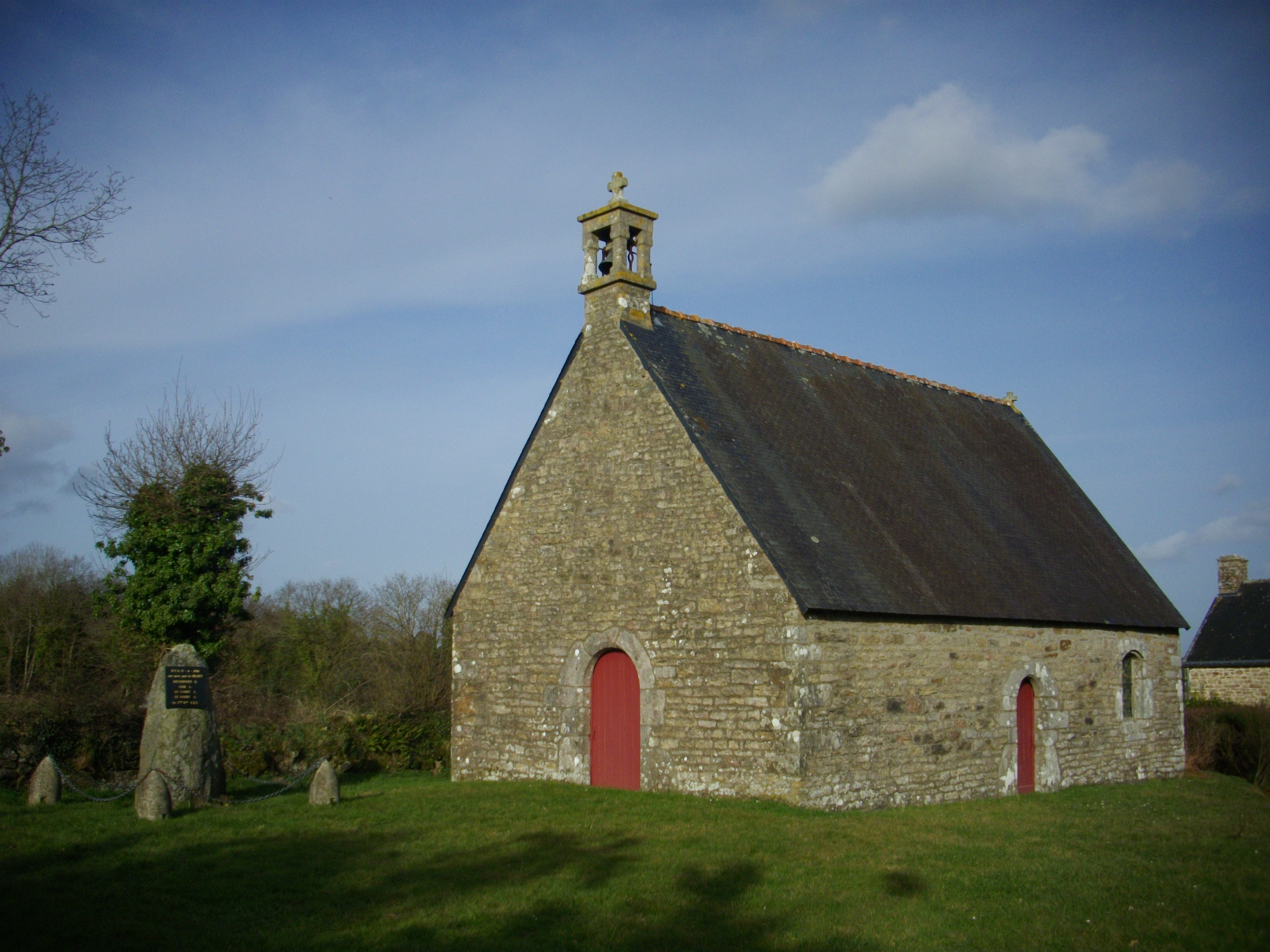
La chapelle de Saint-Bili à Plaudren.

À la mort de Kenmonoc de Vannes , évêque de Vannes, le siège de saint Patern de Vannes est attribué à Bili. Cela est attesté par de nombreux actes du cartulaire de Redon datés de 892 à 912. Parmi ces actes, il y a en 892, l'achat de terres à proximité de la seigneurie de Kervasic en Plaudren. Il y construit un prieuré et, selon les Bollandistes, la chapelle primitive du site qui porte aujourd'hui son nom.

### Mort et postérité
Selon la tradition, il se réfugie dans ce prieuré lors d'attaques normandes, où il est tué un 23 juin, d'après le propre du diocèse de Vannes, et le martyrologe de la cathédrale. L'année de sa mort n'est pas connue précisément : elle se situe entre 915 et 919. 
Un calvaire a été érigé à l'emplacement présumé de son martyre. 

### Identification
L'auteur de la Vita de saint Maclou se présente comme : « Bili diacre de l'église d'Aleth » et dédie son ouvrage à Ratwili évêque d'Aleth et au « vénérable Grégoire docteur es sciences... parangon de talent de son église ».
François Plaine, relève qu'au cours des décennies 890 à 910, nous trouvons sur le siège épiscopal de Vannes un prélat homonyme qui contribue à faire revenir de Saintes à Aleth le corps du saint avant d'être tué par les vikings un 23 juin (915 ?) et d'être considéré comme martyr et fêté à cette date. Ce même personnage apparaît lors de la concession de la moitié de l'église de Guipry faite en 912 au coté du comte Mathuedoï de Poher gendre du roi Alain Ier de Bretagne et confirmé le 25 octobre 913 par le comte de Cornouaille Gourmaëlon qui « dirigeait alors le royaume de Bretagne ».